# Tosa Kinnō-tō
 (juin 2025).
 (juin 2025).
Le contenu est difficilement compréhensible vu les erreurs de traduction, qui sont peut-être dues à l'utilisation d'un logiciel de traduction automatique.
Tosa Kinnō-tō (土佐勤王党, Parti impérialiste de Tosa) était une organisation politique impérialiste active durant la période Bakumatsu au Japon, fidèle aux idéaux du mouvement sonnō jōi (« Respecter l’Empereur, expulser les barbares »). Elle fut fondée par Takechi Hanpeita, sous l’influence des conséquences de l’expédition de Perry. L’assassinat de Yoshida Tōyō par le Kinnō-tō le 6 mai 1862 permit au sonnō jōi de devenir la philosophie dominante dans le domaine de Tosa, mais le parti fut détruit lorsque Takechi fut emprisonné puis contraint de se suicider (seppuku) par l’ancien daimyō du domaine de Tosa, Yamauchi Yōdō, en 1865.

## Histoire

### Contexte
En février 1859, Yamauchi Yōdō, le daimyō du domaine de Tosa, fut destitué de ses fonctions et placé en résidence surveillée par le tairō Ii Naosuke, en raison de ses efforts pour établir Hitotsubashi Yoshinobu comme successeur du shogunat. Cet événement provoqua l’indignation parmi de nombreux samouraïs de Tosa, qui saluèrent ensuite l’assassinat d’Ii lors de l’incident de Sakuradamon en mars 1860. Le mouvement Sonnō jōi se répandit rapidement à Tosa, notamment après l’arrivée en 1858 de l’Expédition Perry et la réaction jugée faible du shogunat Tokugawa face à cette menace. En mai 1860, Takechi effectua un voyage à Kyushu et dans l’ouest du Japon accompagné de quelques disciples proches, et rapporta des œuvres du savant kokugaku Hirata Atsutane, renforçant ainsi sa foi dans le mouvement Sonnō jōi.

### Formation du Tosa Kinnō-tō
En avril 1861, Takechi revint à Edo sous prétexte d’étudier le maniement du sabre, mais en réalité pour rencontrer des samouraïs partageant ses idées, venus de divers domaines : Katsura Kogōrō, Kusaka Genzui et Takasugi Shinsaku du domaine de Chōshū, Kabayama Sanin de Satsuma et Iwama Kanpei de Mito. Takechi s’intéressait particulièrement aux enseignements de Yoshida Shōin de Chōshū, transmis par Kusaka. Préoccupés par l’inaction de leurs domaines respectifs, ces samouraïs s’accordèrent sur un programme en trois points : contraindre leurs domaines à expulser les étrangers, forcer leurs seigneurs à venir à Kyoto, et pousser la Cour impériale à émettre des décrets contre les traités inégaux signés avec les puissances étrangères et le shogunat Tokugawa. En août, Takechi créa secrètement le Tosa Kinnō-tō, recrutant 192 membres, principalement des samouraïs de rang inférieur et quelques rōnin anciennement du domaine de Tosa. À cette époque, le domaine de Tosa était en grande partie gouverné par Yoshida Tōyō, conseiller de confiance de Yamauchi Yōdō. Yoshida poursuivait la politique de Yōdō, qui visait à ouvrir le pays au commerce extérieur pour acquérir technologie et armement occidentaux afin de préserver son indépendance, tout en soutenant la politique de kōbu gattai (unification du shogunat et de la cour impériale). Il rejetait les pétitions de Takechi, les jugeant naïves et irréalistes, et refusait toute alliance avec d’autres domaines contre le shogunat.

### Assassinat de Yoshida Tōyō
La situation du Tosa Kinnō-tō ne s’améliorait pas, mais leur salut résidait dans le fait que la base politique de Yoshida Tōyō n’était pas solide. Initialement, Yoshida disposait d’un soutien limité, notamment celui du puissant ancien seigneur féodal Yamauchi Yōdō. Cependant, ce dernier perdit son influence à la suite de la purge d’Ansei, affaiblissant ainsi la position de Yoshida. Par ailleurs, Yoshida était lui-même mécontent de sa politique de réforme du système des domaines. Parmi les hauts responsables du domaine, de nombreux conservateurs puissants s’opposaient à lui. Bien que le Kinnō-tō fût initialement en désaccord avec ces conservateurs, il parvint à établir avec eux une forme de collaboration. Dans ce contexte, Takechi Hanpeita conclut que la seule option politique était l’assassinat de Yoshida Tōyō ainsi que l’enlèvement du jeune daimyō Yamauchi Tomonori, alors qu’il se rendait à Edo dans le cadre de son sankin kōtai. Le 8 avril 1862, trois membres du Tosa Kinnō-tō assassinèrent Yoshida avant de fuir le domaine. Takechi saisit alors l’occasion pour tenter de prendre le contrôle du gouvernement de Tosa.

### Négociations sur les affaires nationales
Avant ces événements, Shimazu Hisamitsu de Satsuma était entré à Kyoto, mais fut expulsé peu après, à la suite de l’incident de Teradaya, par les forces du domaine de Chōshū. Il reçut alors un ordre impérial pour intervenir dans les affaires politiques nationales et pour expulser tous les étrangers du Japon. Takechi envoya le Tosa Kinnō-tō à Kyoto pour obtenir un privilège équivalent pour Tosa, qui lui fut accordé. Le nombre de troupes de Tosa à Kyoto fut porté à plus de 2000, et Yamauchi Yōdō y installa sa résidence. Pendant ce temps, les membres du Tosa Kinnō-tō, y compris des « tueurs à gages » tels qu’Okada Izō et Tanaka Shinbei, sillonnaient Kyoto et ses environs en escadrons de la mort, éliminant leurs opposants politiques, notamment les partisans de Yoshida Tōyō, ainsi que des membres du Shinsengumi et d’autres forces paramilitaires shogunales.
Takechi rédigea des pétitions au nom de Yamauchi Tomonori adressées à l’Empereur, réclamant la restauration du pouvoir impérial : il proposait que les cinq provinces du Kinai soient placées sous contrôle direct de l’Empereur, la création d’une armée nationale responsable devant lui, que les décrets futurs émanent du trône impérial plutôt que du shogun, et l’expulsion immédiate des étrangers. Envoyé à Edo comme émissaire officiel de l’Empereur, il fut reçu en audience par le shogun Tokugawa Iemochi, qui lui répondit de manière vague et évasive. De retour à Kyoto, Takechi reçut des honneurs exceptionnels, mais suscita aussi la colère croissante de Yamauchi Yōdō, qui fit rapidement supprimer le Tosa Kinnō-tō et interdit leurs négociations politiques avec la Cour impériale et les autres domaines. Takechi fut destitué et rappelé à Tosa, mais poursuivit ses efforts en vue de la création de l’alliance Satchō.

### Arrestations et fin du mouvement
Pendant ce temps, Yamauchi Yōdō avait lancé une chasse aux assassins de Yoshida Tōyō et avait arrêté trois membres du Tosa Kinnō-tō, qui avouèrent le crime sous interrogation. Takechi refusa les propositions lui conseillant de fuir Tosa, et continua à donner des conseils politiques non sollicités à Yamauchi Yōdō. En septembre 1863, Takechi ainsi que d’autres membres du Tosa Kinnō-tō furent arrêtés. Bien que les membres de rang inférieur aient été torturés, Takechi lui-même ne fut pas immédiatement maltraité et continua à nier toute implication dans l’assassinat de Yoshida Tōyō. En septembre de l’année suivante, une révolte de samouraïs sympathisants de Takechi fut réprimée, et la traque des membres et partisans du Tosa Kinnō-tō se poursuivit. Le 3 juillet 1865, quatre chefs du Tosa Kinnō-tō furent condamnés à mort par décapitation, et Takechi reçut l’ordre de commettre le seppuku de la part de Yamauchi Yōdō. Il avait été emprisonné pendant 1 an, 8 mois et 20 jours.
Avec la mort de Takechi, le Tosa Kinnō-tō fut détruit. Certains survivants, dont Nakaoka Shintarō, quittèrent le domaine, devinrent ronin et continuèrent à mener des activités anti-shogunales. Plus tard, grâce à la médiation de Nakaoka, Tosa rejoignit finalement l’alliance anti-shogunale, et Gotō Shōjirō, un fonctionnaire du domaine qui avait dirigé la répression du Tosa Kinnō-tō, devint par la suite conseiller politique et travailla avec Sakamoto Ryōma en faveur de la restauration du pouvoir impérial. Takechi reçut une grâce posthume en 1877, et fut promu à titre posthume au rang de quatrième rang supérieur de cour par la Cour impériale en 1891.